# Баранаускас Стасіс Адамович
Стасіс-Вітаутас Адамович Баранаускас (нар. 7 травня 1962, Каунас, Литовська РСР, СРСР) — радянський і литовський футболіст. Ігрове амплуа — нападник. Майстер спорту СРСР міжнародного класу (1987).

## Біографія

### Клубна кар'єра
Почав грати в футбол у1971 році в Каунасі. У 1977 році вступив у футбольний інтернат в Паневежисі. Перші тренери — С. Станкус і В. Шілінскас. У 1979 році грав у юнацькій команді «Екранаса» (Каунас). У 1980 році закінчив інтернат і був прийнятий у «Жальгіріс».
У команді деякий час освоювався, але вже у 1982 році став гравцем основи та вніс свій помітний внесок у вихід команди до вищої ліги.
У період з 1983 по 1986 роки проводив за сезон не менше 30 ігор, часто підключався до атак і забивав голи. 1987 рік — найуспішніший для «Жальгіріса» та Баранаускаса. Разом з командою він виграв літню Універсіаду, а за підсумками сезону з командою взяв бронзові медалі Чемпіонату СРСР. Сам же Баранаускас був включений у другий склад у списку «33 найкращих футболістів сезону в СРСР».
У 1988 році дебютував в єврокубках — став автором одного з двох голів у першому єврокубковому матчі «Жальгіріса» проти віденської «Аустрії». Проте, за сумою двох ігор «Жальгіріс» поступився дорогою австрійцям.
У січні 1990 перейшов до ізраїльського клубу «Хапоель» (Петах-Тіква). В новій команді дебютував 20 січня в домашній грі Чемпіонату Ізраїлю проти «Хапоеля» з Єрусалиму, вийшовши на заміну на 87-й хвилині. Всього за «Хапоель» провів 12 ігор у чемпіонаті та 4 гри в Кубку країни. Відзначився лише одного разу — в останній грі чемпіонату проти «Маккабі» (Тель-Авів), доклавши свій внесок у гостьову перемогу з рахунком 4:1.
У новому сезоні 1990/91 провів 6 ігор і забив 2 м'ячі у вересні в Кубку Тото, а 6 жовтня провів повний домашній матч 1 туру чемпіонату проти «Маккабі» з Нетаньї. Ця гра виявилася для нього єдиною в тому сезоні. У 1991 році до лютого грав у команді «Хапоель» (Єрусалим).
В березні 1991 року перейшов до клубу другої ліги Австрії — «Аустрія» (Клагенфурт). Пізніше грав у таких командах другої ліги, як «Фаворитен АК», «Ферст Вієнна» і «Вінер Шпорт-Клуб».
Перед початком сезону 1995/96 повернувся в Литву. Восени 1995 провів 5 матчів за «Екранас» у чемпіонаті. Під час зимової перерви перейшов у «Кареду», де став виступати на позиції захисника. За підсумками сезону взяв срібні медалі та виграв Кубок країни. У наступному сезоні став чемпіоном країни й дебютував за клуб у Кубку Кубків.
У сезоні 1997/98 провів 3 матчі за «Кареду» в чемпіонаті і зіграв 1 гру у кваліфікації Ліги чемпіонів, після чого перейшов в «Панеріс». У сезоні 1998/99 почав суміщати футбольну кар'єру з тренерською, й, зігравши ще 6 матчів, завершив виступи як гравець.
У сезоні 2001/02 у складі ветеранської команди міста Вільнюса грав в Кубку Литви, забив 1 м'яч.
Енергійний, маневрений, працьовитий, він вирізнявся гольовим чуттям і вмінням грати на випередження у боротьбі за м'яч.

### Кар'єра у збірній
У складі олімпійської збірної СРСР зіграв 2 матчі у 1987 і 1988 році. 28 жовтня 1987 року відзначився дублем у ворота збірної Швейцарії у матчі кваліфікації до XXIV Олімпіади.
З 1992 по 1993 рік грав за збірну вже незалежної Литви. Дебютний матч за команду зіграв 25 березня 1992 року проти збірної Польщі, вийшовши на поле з капітанською пов'язкою. Загалом був капітаном у 9 матчах із 14 зіграних.
Дебютний гол забив у ворота збірної Албанії 14 квітня 1993 року у матчі відбіркового циклу до Чемпіонату світу 1994 року.

### Тренерська кар'єра
Взимку 1998 року став головним тренером «Панеріса». У тому ж році клуб було розформовано.
У 2002—2008 роках працював зі студентськими командами в Університеті ім. Миколаса Ромеріса. У 2008—2009 — тренер молодіжної збірної Литви.
З 2009 по травень 2012 року очолював клуб РЕО з Вільнюса. Разом з командою послідовно піднявся з другої ліги в А-лігу.
З 2017 року працює головним тренером у клубі «Панеріс».
У 2012 році, на 50-річчя, був нагороджений медаллю «За заслуги у спорті».

## Досягнення
- Чемпіон Литви (1): 1996/97
- Срібний призер чемпіонату Литви (1): 1995/96
- Срібний призер чемпіонату Ізраїлю (1): 1989/90
- Бронзовий призер чемпіонату СРСР (1): 1987
- Володар Кубка Литви (1): 1995/96
- Чемпіон Універсіади (1): 1987
- Список «33 найкращих футболістів сезону» (1): 1987